# Thelairosoma fumosum
Thelairosoma fumosum là một loài ruồi trong họ Tachinidae.